# Acarnanie

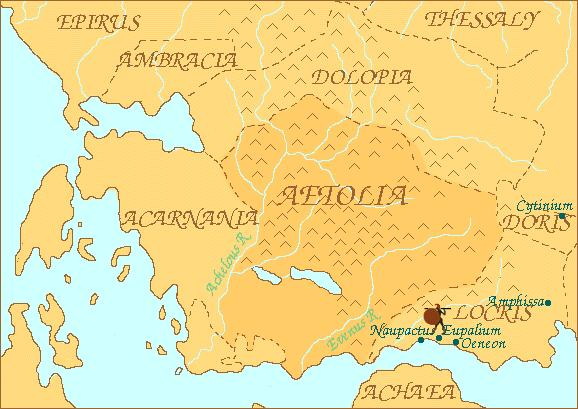
Acarnanie

L’Acarnanie (en grec ancien : Ἀκαρνανία / Akarnanía ; en latin classique : Acarnānǐa, -ae) est une région traditionnelle de la Grèce occidentale, délimitée au nord par le golfe Ambracique, à l’ouest et au sud-ouest par la mer Ionienne. À l’est, le fleuve Achéloos la sépare de l’Étolie.

## Histoire

### Mythologie
D’après le témoignage de Pline l'Ancien, au sein de la Grèce antique l’Acarnanie se serait d’abord appelée Curétide (Cũrētis, -ǐdis).
Selon la mythologie grecque, elle aurait été fondée par Acarnan, fils d’Alcméon.
Ses premiers habitants sont :
- Les Curètes (Κουρῆτες) ;
- Les Téléboens (Τηλεβόαι ; Tēlěbǒae, -ārum), venus des îles Téléboïdes (Tēlěbǒides insǔlae) ou Taphies (Taphǐae) et qui colonisèrent l'île de Caprée, en face de Sorrente ;
- Les Lélèges (Λέλεγες ; Lělěges, -um) de Locride, Carie et Thessalie.

### Périodes archaïque et classique
Elle est composée de póleis, colonies fondées, entre autres, par les Corinthiens — Leucade dans l’île éponyme, Anactorion et Solion — au VIIe siècle av. J.-C. ainsi que d’éthnē (clans).
Éloignée de la Grèce des cités, l’Acarnanie passe aux yeux des autres Grecs pour une contrée semi-barbare. Thucydide indique qu’elle vit, à l’instar de la Locride ozolienne et de l’Étolie, « à la manière ancienne » (I, V, 3), c’est-à-dire de pastoralisme, de piraterie et de brigandage. Elle émerge au Ve siècle comme enjeu de bataille entre Sparte et Athènes, pendant la guerre du Péloponnèse.
L’Acarnanie est une alliée d’Athènes durant la guerre du Péloponnèse. Elle se rapproche de Sparte en -388 mais adhère, en -375, à la deuxième alliance maritime athénienne : à Chéronée, en -338, deux mille hoplites acarnaniens combattent aux côtés des Athéniens contre Philippe II de Macédoine.

### Période épirote
Vers -281, Pyrrhos Ier d’Épire semble exercer l’hegemon sur l’Acarnanie. La domination épirote se prolonge jusqu’à la guerre chrémonidéenne (-267 - -262) : Alexandre II d’Épire cherche refuge en Acarnanie après son échec face aux Macédoniens, et ses alliés acarnaniens et étoliens l’aident à recouvrer son royaume.
Vers -263 ou -262, une alliance assortie d’une isopolitie unit Étoliens et Acarnaniens. Mais, dix ans plus tard (-253 ou -252), l’Acarnanie est partagée entre l'Épire et les Étoliens, puis elle est soumise par les Macédoniens en -225.

### Période romaine

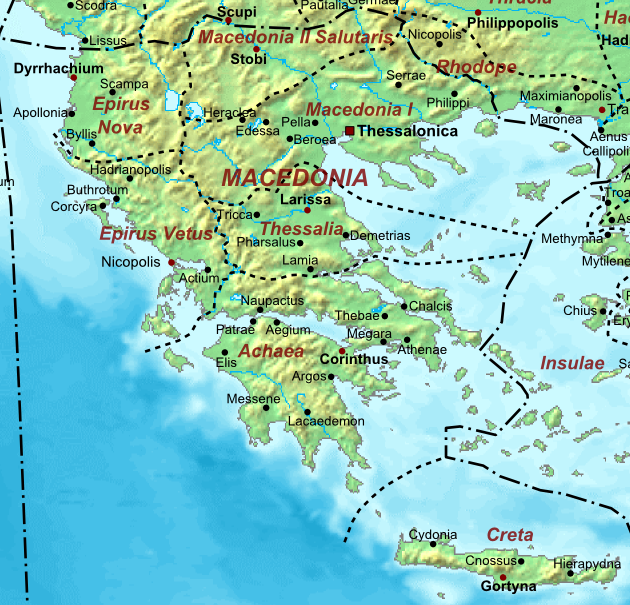
L'Épire ancienne et les autres provinces du diocèse de Macédoine (vers 400)

Alliés de Philippe V de Macédoine dans la deuxième guerre macédonienne, les Acarnaniens entrent dans la clientèle de Rome après -197.
Ses principales cités sont Stratos et Leucade.
En -27, l’Acarnanie est incorporée à l’Achaïe, province romaine comprenant la Grèce proprement dite, y compris l’Épire méridionale et la Thessalie, ainsi que les îles de la mer Égée : l’archipel des Sporades et une partie de celui des Cyclades, et de la mer Ionienne.
Dans l’Empire romain d'Orient, l’Acarnanie fait partie de l’Épire ancienne (Epirus vetus), province comprenant, en outre, l’Épire antique et les îles de Corcyre et d’Ithaque, et relevant du diocèse de Macédoine et de la préfecture d’Illyrie, dont le vicaire et le préfet résident à Thessalonique.

### Période byzantine

Thèmes byzantins en Grèce (vers 900)

« Empire byzantin » est le nom moderne donné à l’Empire romain d’Orient depuis Hieronymus Wolf (XVIe siècle). Vers 886, sous le règne de l’empereur Léon VI le Sage, l’Acarnanie fait partie du thème de Nicopolis, ayant Naupacte pour chef-lieu. Elle accueille, au XIe siècle, de nombreux Valaques venus de Mésie, fuyant les ravages de la guerre bulgaro-byzantine menée par l’empereur Basile II : le chroniqueur Jean Apokaukos nomme alors l’Acarnanie Petite Valachie (Μικρή Βλαχία) par différence avec la Thessalie, où ils étaient encore plus nombreux et que Théophane le Confesseur et Georges Cédrène nomment Grande Valachie (Μεγάλη Βλαχία). Progressivement, ces valaques romanophones s’hellénisent.
Lorsqu’à partir de 1204, la quatrième croisade provoque la fragmentation l’Empire byzantin en états grecs et latins, l’Acarnanie échoit d’abord à un état grec, le despotat d'Épire de la dynastie Doukas, puis au duché latin de la famille Orsini. Elle tombe entre les mains des Ottomans au XVe siècle et fait partie de la Grèce indépendante depuis le XIXe siècle.

### Période ottomane
Le duc latin Carlo Ier Tocco partage ses possessions entre ses fils et son neveu. L’Acarnanie est partagée entre Memnon, Turnus et Ercole, l’Étolie revenant à  son neveu Carlo II Tocco, fils de son frère Léonard. Memnon, Turnus et Ercole se disputent entre eux l’héritage paternel jusqu’à ce que Memnon appelle le sultan turc Mourad à son secours. Ce dernier feint d’écouter sa demande et envoie une partie de son armée sous les ordres de Kharadja Pacha en Acarnanie. En 1480, l’Acarnanie est conquise par l’Empire ottoman. Elle fait partie du sandjak de Carlélie (Karl-ili soit « province de Carlo ») qui relève de l’eyalet des îles et de la mer Méditerranée (en turc : Cezayir-i Bahr-i Sefid Eyaleti ou Cezayir-i Bahr-i Sefid Beylerbeyliği), administré par le capitan pacha (Kaptan Paşa ou Kaptan-ı derya), puis de l’eyalet de Morée (Mora Eyaleti ou Mora Eyaleti).
Par le protocole du 26 septembre 1831, la Conférence de Londres attribue l’Acarnanie et l’Étolie à la Grèce, moyennant le versement d’une compensation financière à la « Sublime Porte ». L’attribution est confirmée par le traité de Londres du 7 mai 1832.

### Seconde Guerre mondiale
Pendant l’Occupation, l’Acarnanie est d'abord occupée par l’Italie fasciste, puis, à partir d’octobre 1943, par la Wehrmacht du Troisième Reich, qui se heurte à la résistance grecque, laquelle finit par libérer le pays à l’automne 1944. 

### Aujourd’hui
L’Acarnanie forme, avec l’Étolie, le district régional d’Étolie-Acarnanie qui relève de la périphérie (περιφέρεια / periféria) de Grèce-Occidentale (en grec : Δυτική Ελλάδα).